# Музей истории и археологии Урала
Музей истории и археологии Урала — краеведческий музей в Екатеринбурге, представляющий экспозиции и выставки об истории Урала с древнейших времен до современности. Основан 10 января 1871 года Онисимом Клером. Входит в структуру Свердловского областного краеведческого музея.
Расположен в здании Дома культуры имени Дзержинского Городка чекистов, куда переехал в 2003 году из Храма Вознесения Господня.

## Экспозиции

### Второй этаж
«Древняя история народов Урала»
Экспозиция демонстрирует период с появления человека на Урале 14 тысяч лет назад до XV века. Представлена пещера с палеолитической живописью, очаг жилища неолитического человека, обряд захоронения в эпоху энеолита.
«Шигирская кладовая»
Экспозиция рассказывает о памятнике истории мирового значения — самая большая и самая древняя известная человечеству сохранившаяся деревянная скульптура — Большой Шигирский идол. Найденная скульптура в 1890 году при золотодобыче рабочими приисков на Шигирском торфянике (район Кировграда), датируется 9 тысяч лет до нашей эры.

### Третий этаж
«На путях в Сибирь»
Экспозиция повествует об истории Урала от русских первопроходцев и становлении Урала как промышленной доминанты сибирского пространства России. Среди экспонатов — шлем воина и основателя Далматовского монастыря Далмата, боевые топоры и бердыши, колчаны и щиты, ятаганы, деньги времен Ивана Грозного, портрет Ермака.
«Горный мир»
Экспонаты экспозиции — это литургические сосуды из первого православного храма святой Екатерины, личные вещи основателя города В. Н. Татищева, а также личные вещи Демидовых, старообрядцев, уральского купечества. Экспонаты повествуют о Государевой дороги и Сибирском тракте, Отечественной войны 1812 года с Наполеоном, декабристах.

### Четвёртый этаж
«Урал — фронту»
Экспозиция посвящена истории Урала в годы Великой Отечественной войны, показаны образцы вооружения и обмундирования времен войны, коллекцию орденов, знаки отличия, наградное оружие.

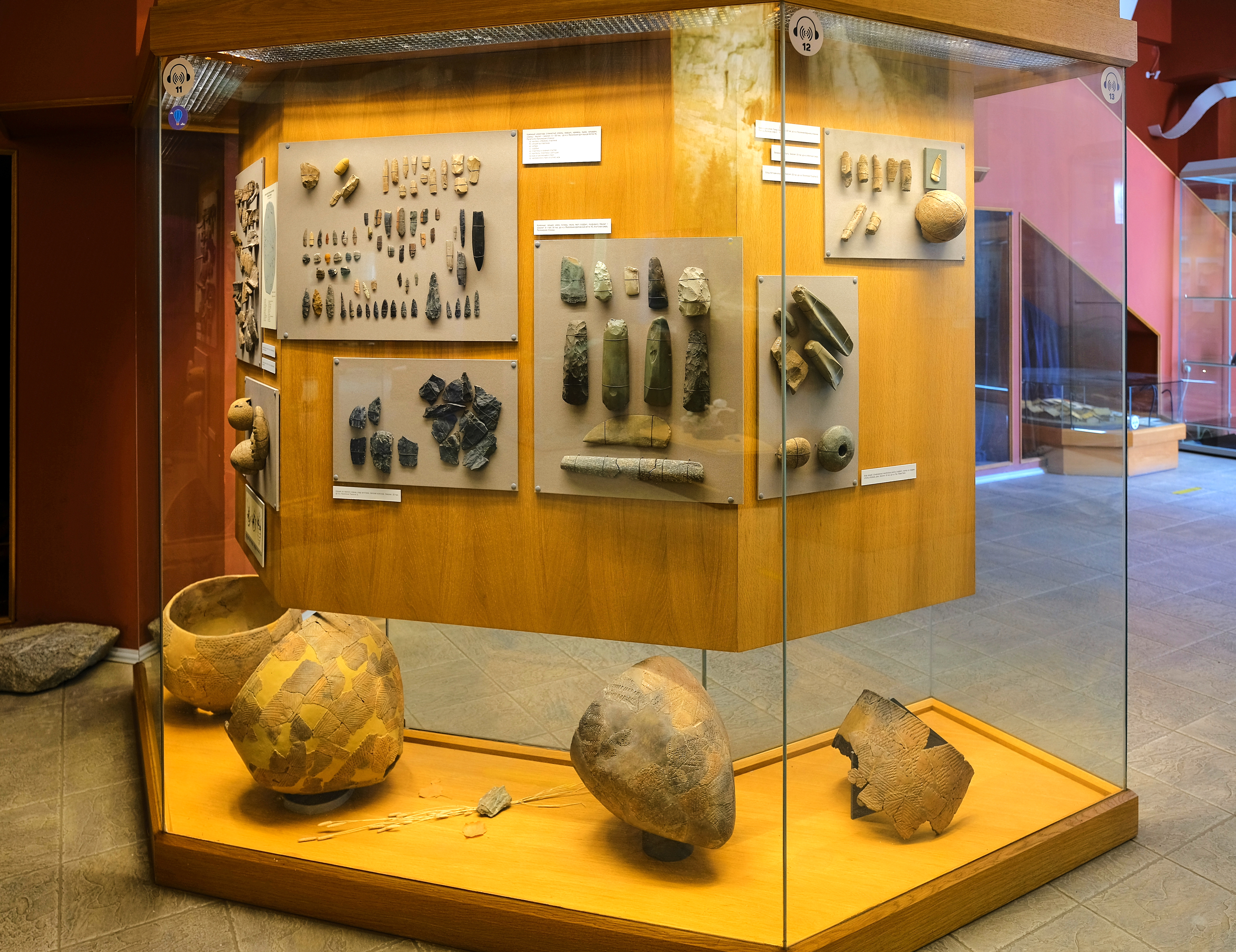
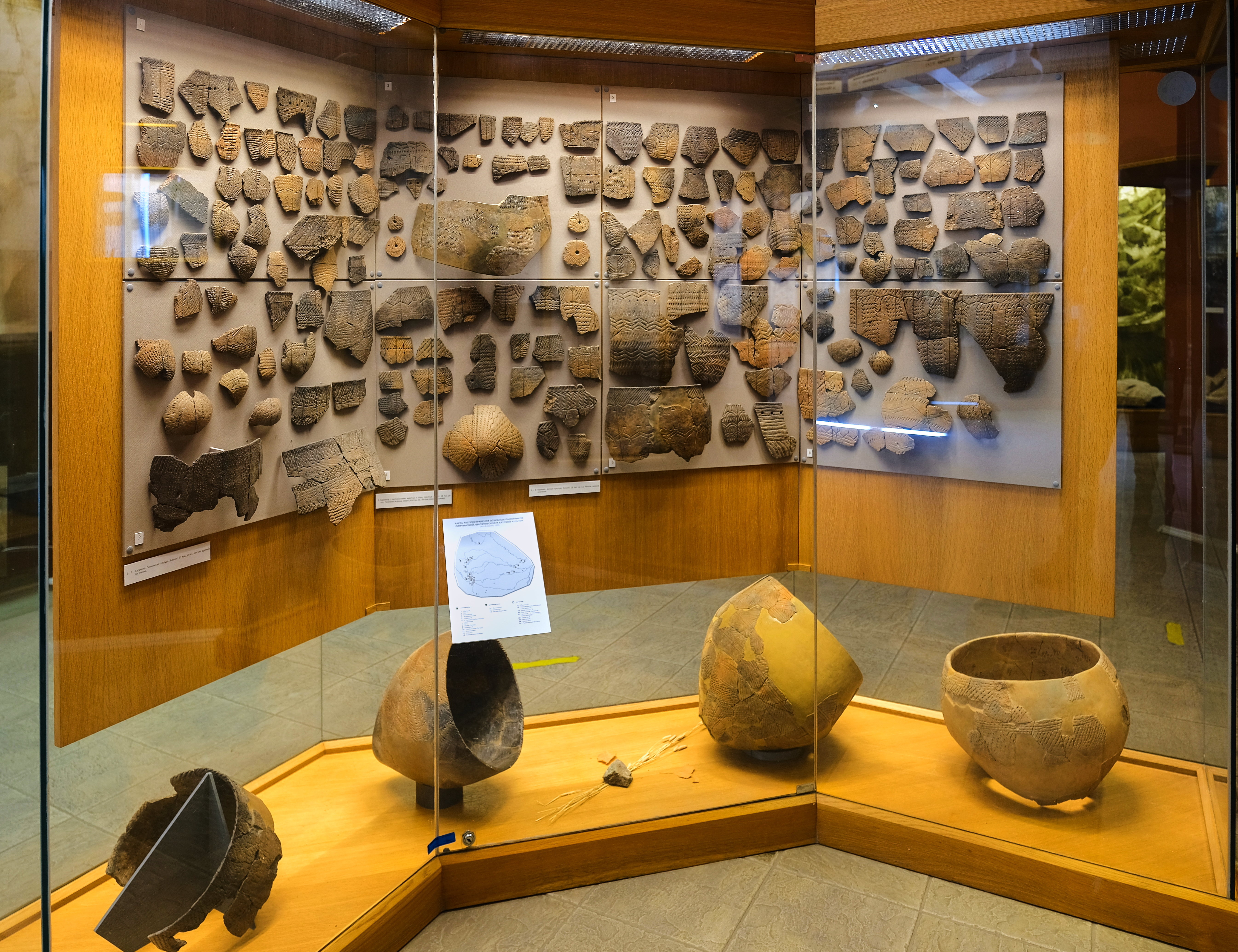
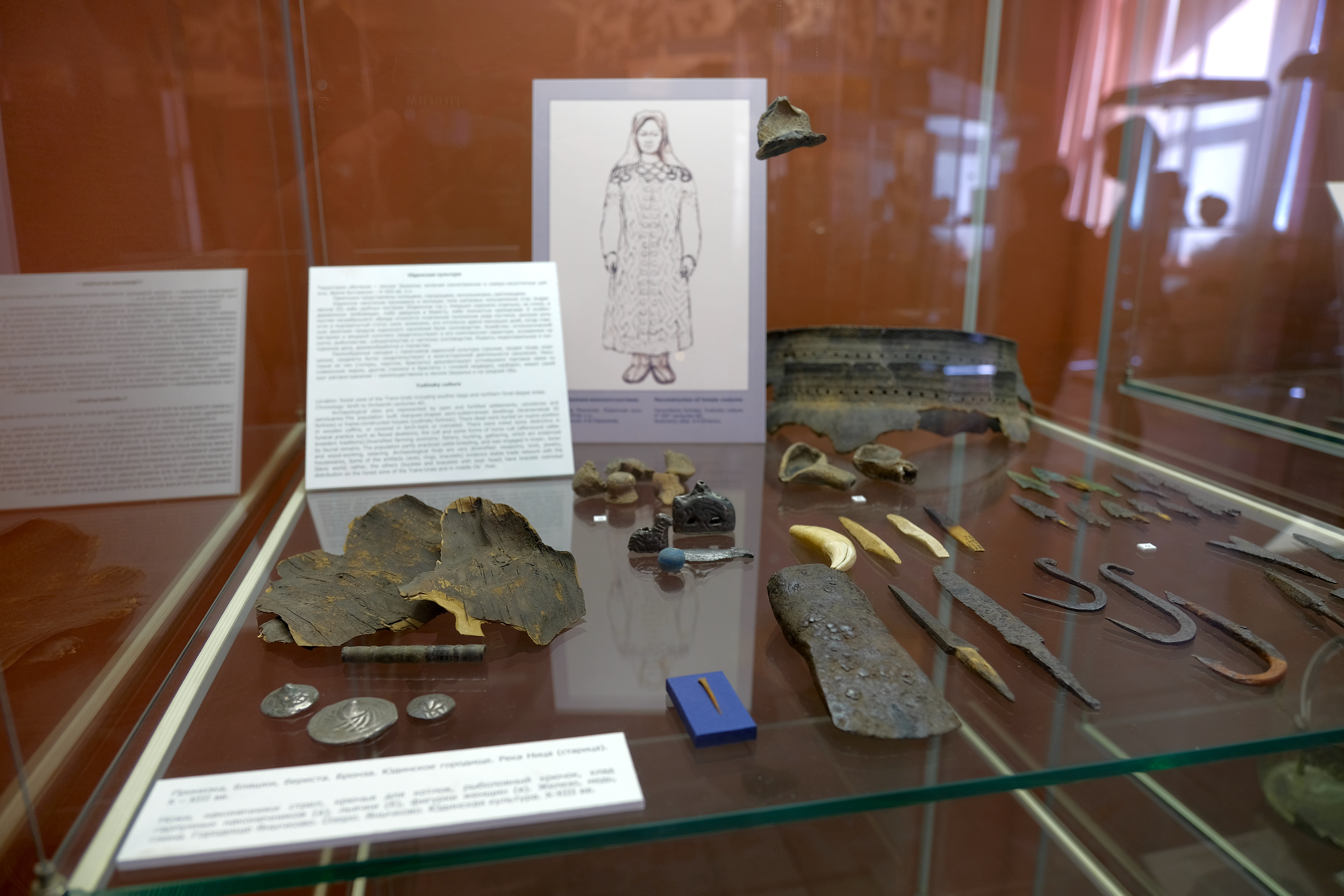
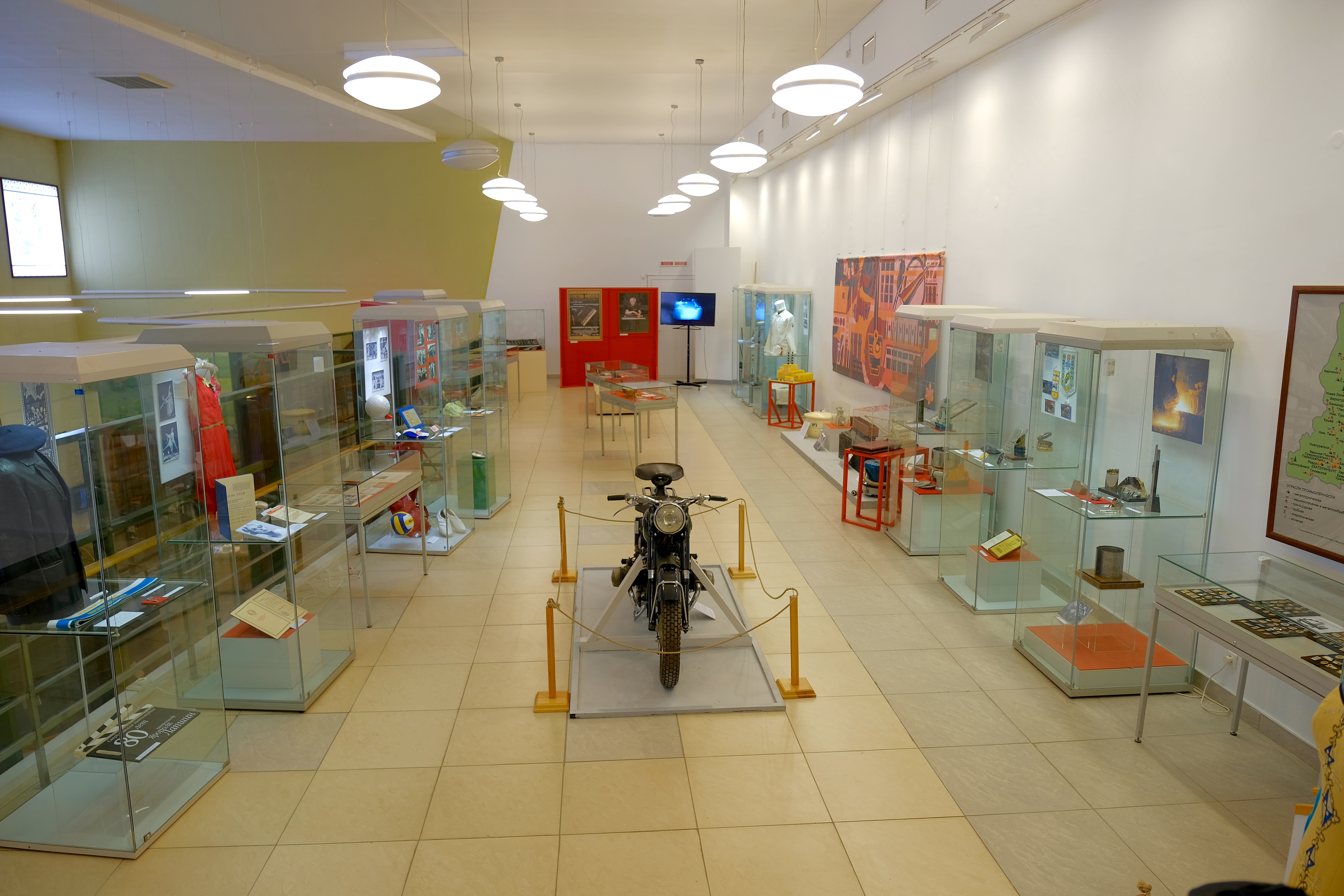
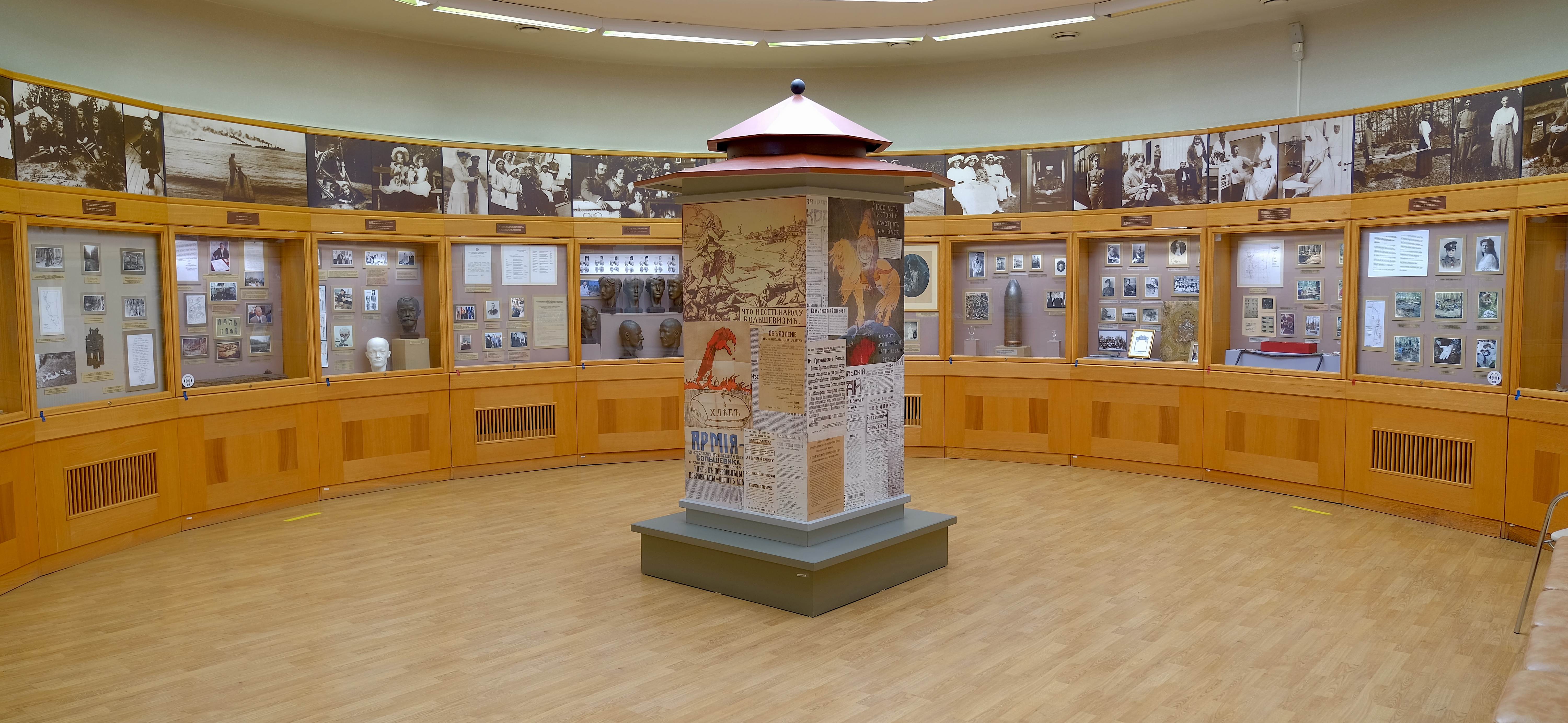
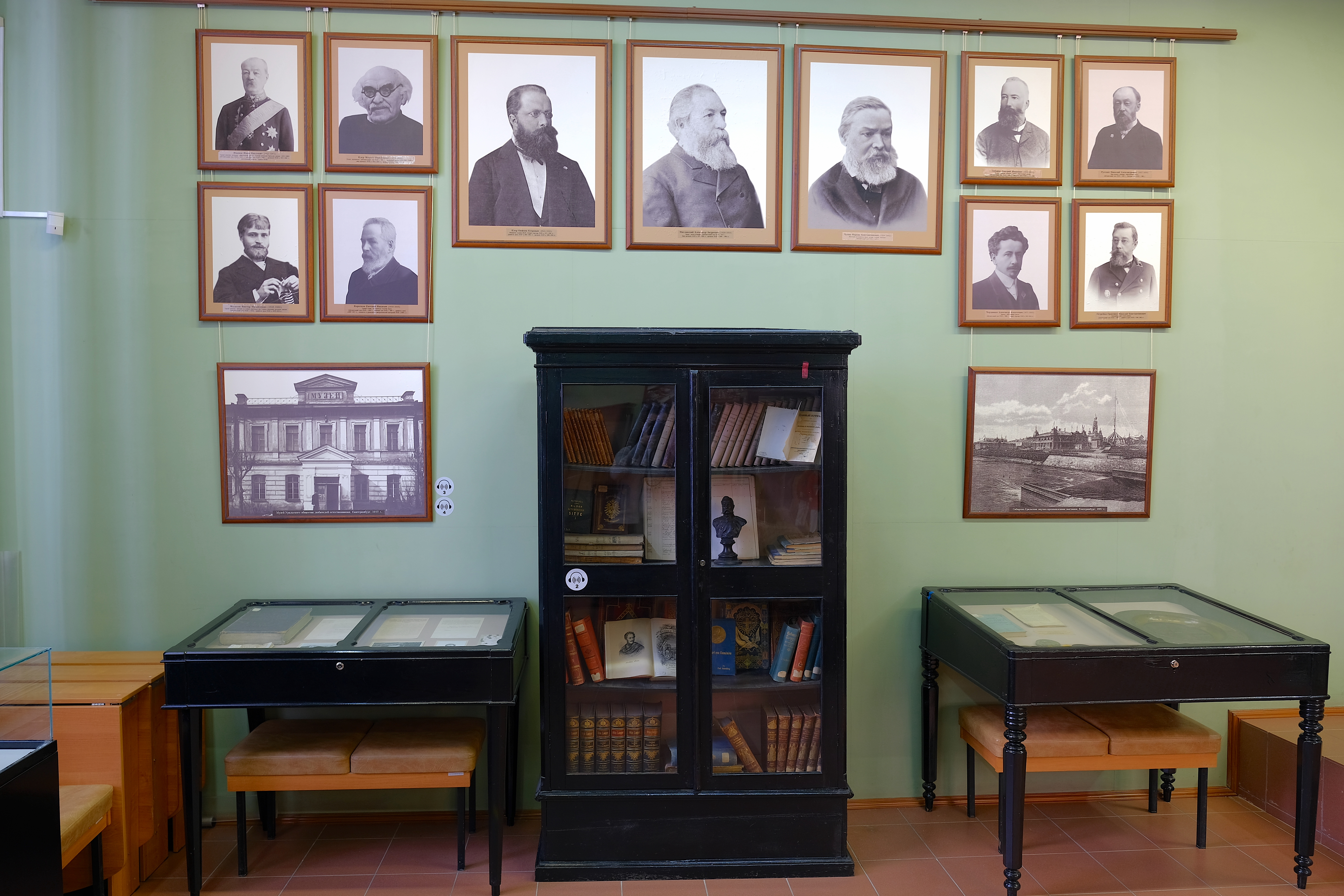
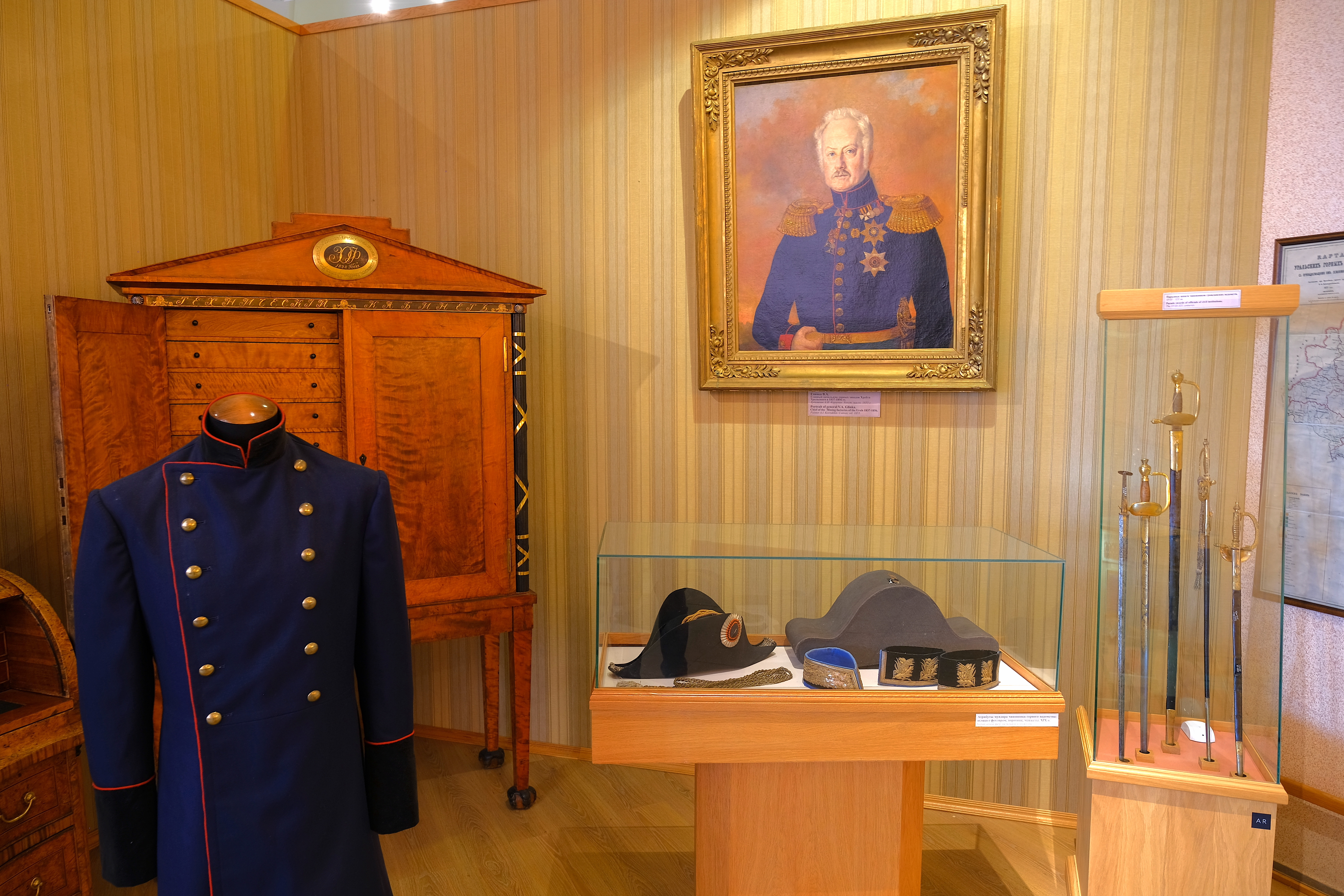
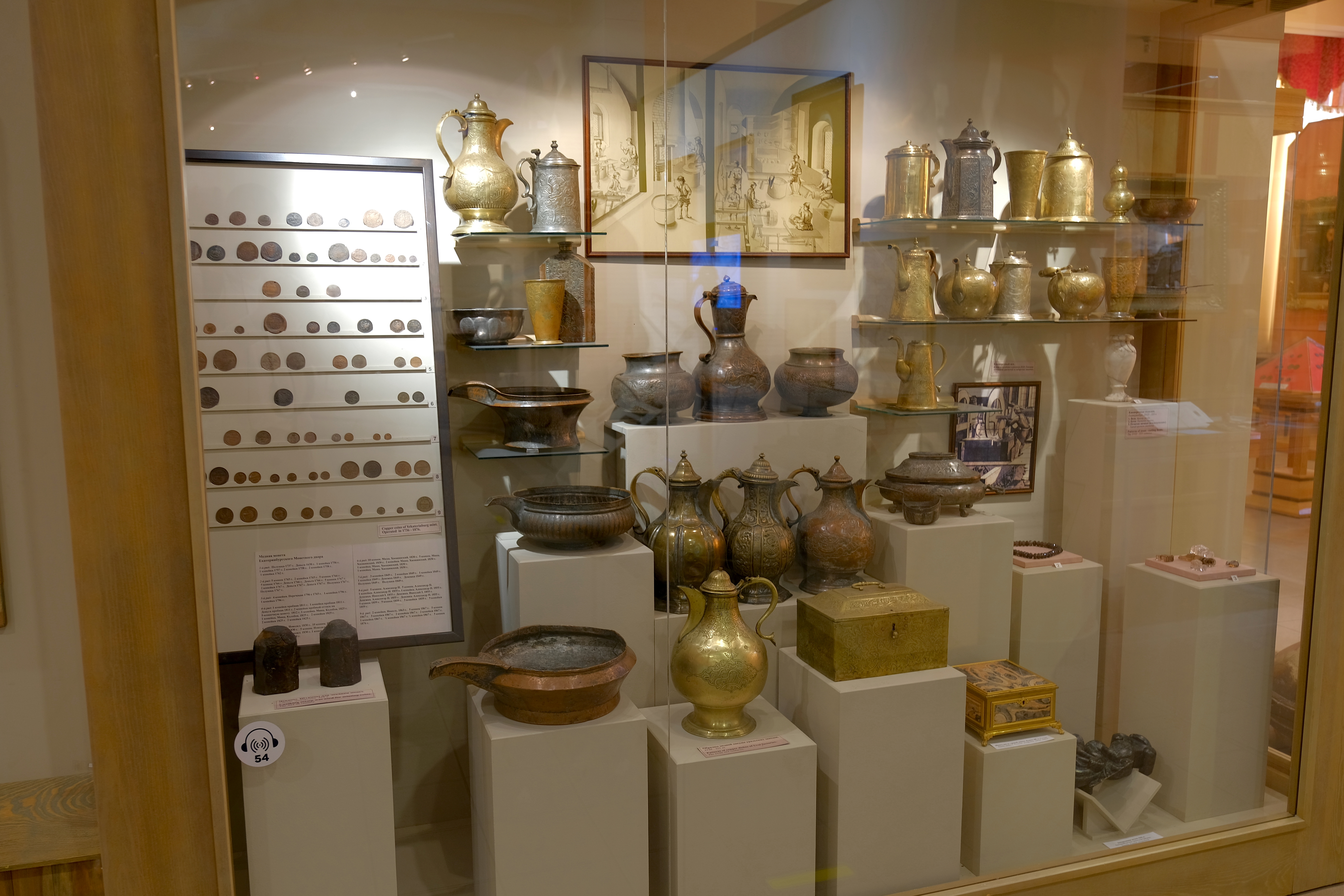
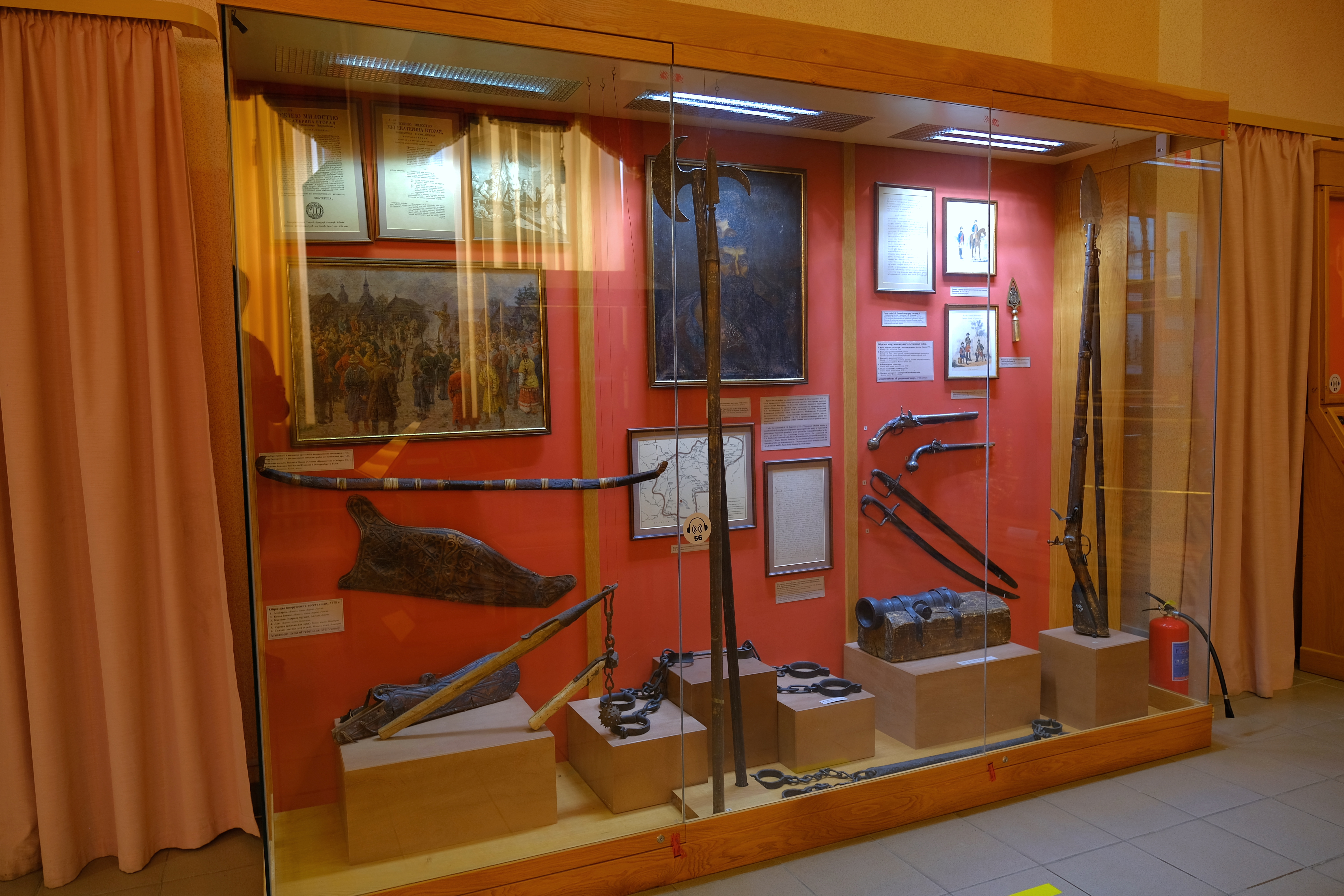
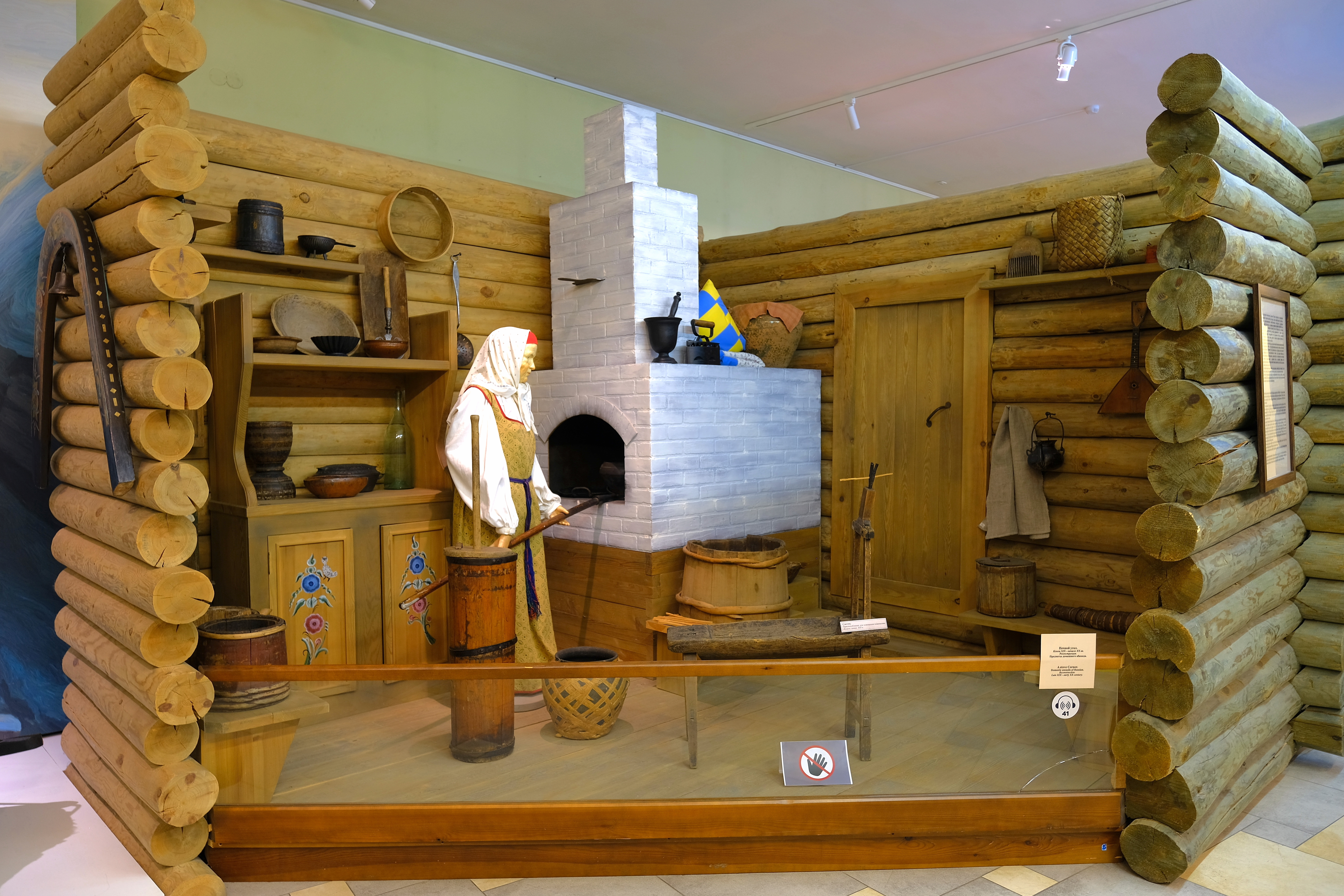
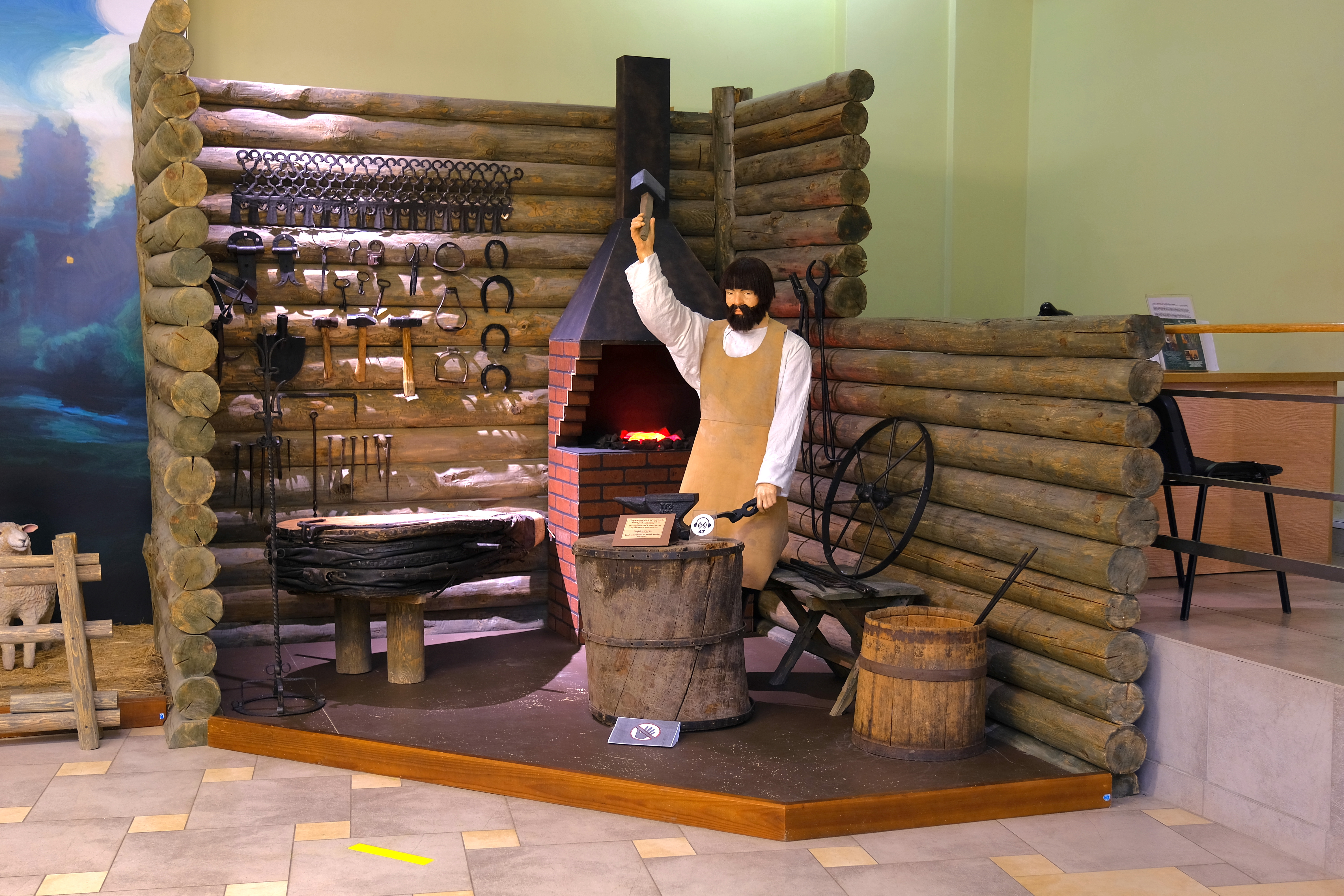
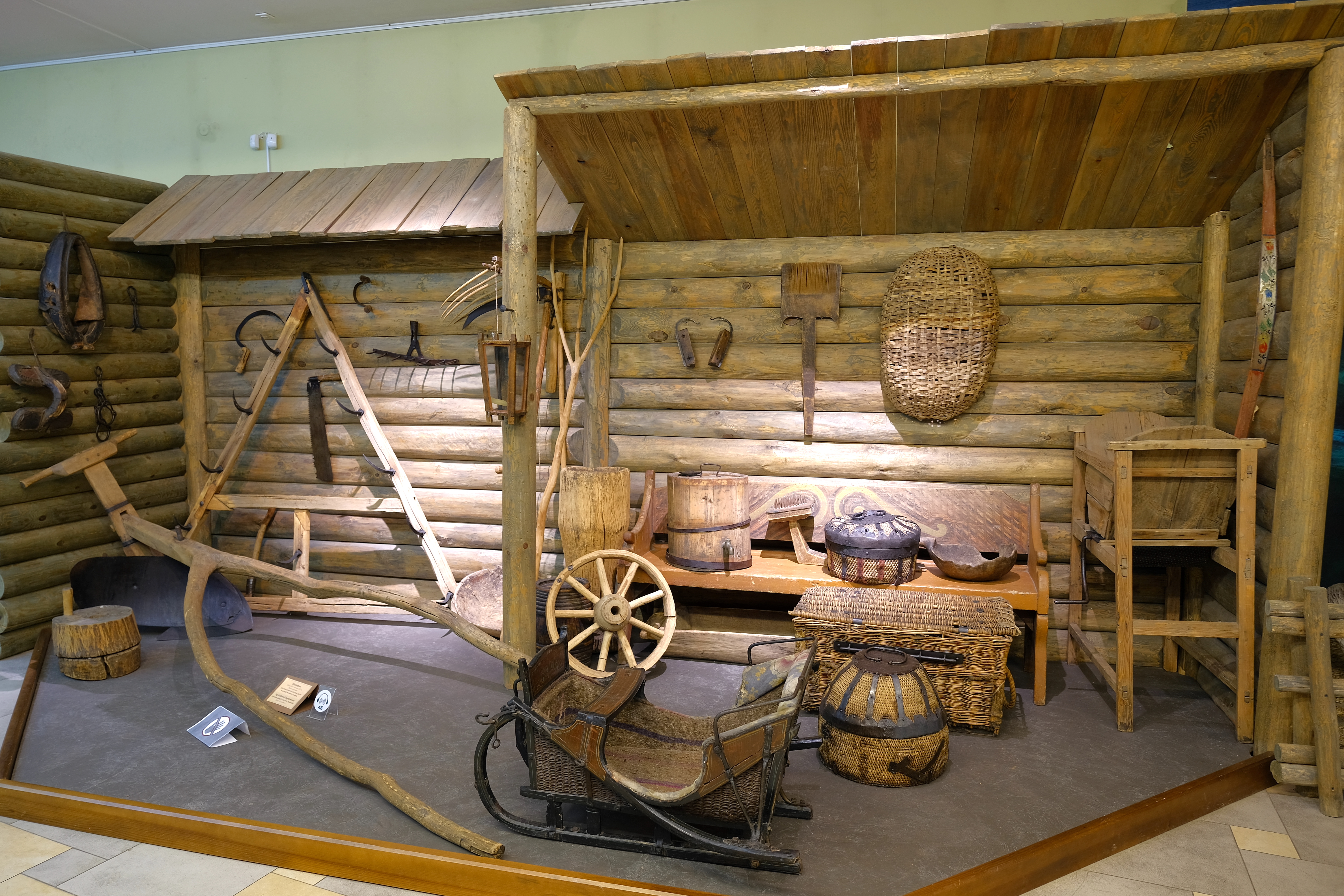
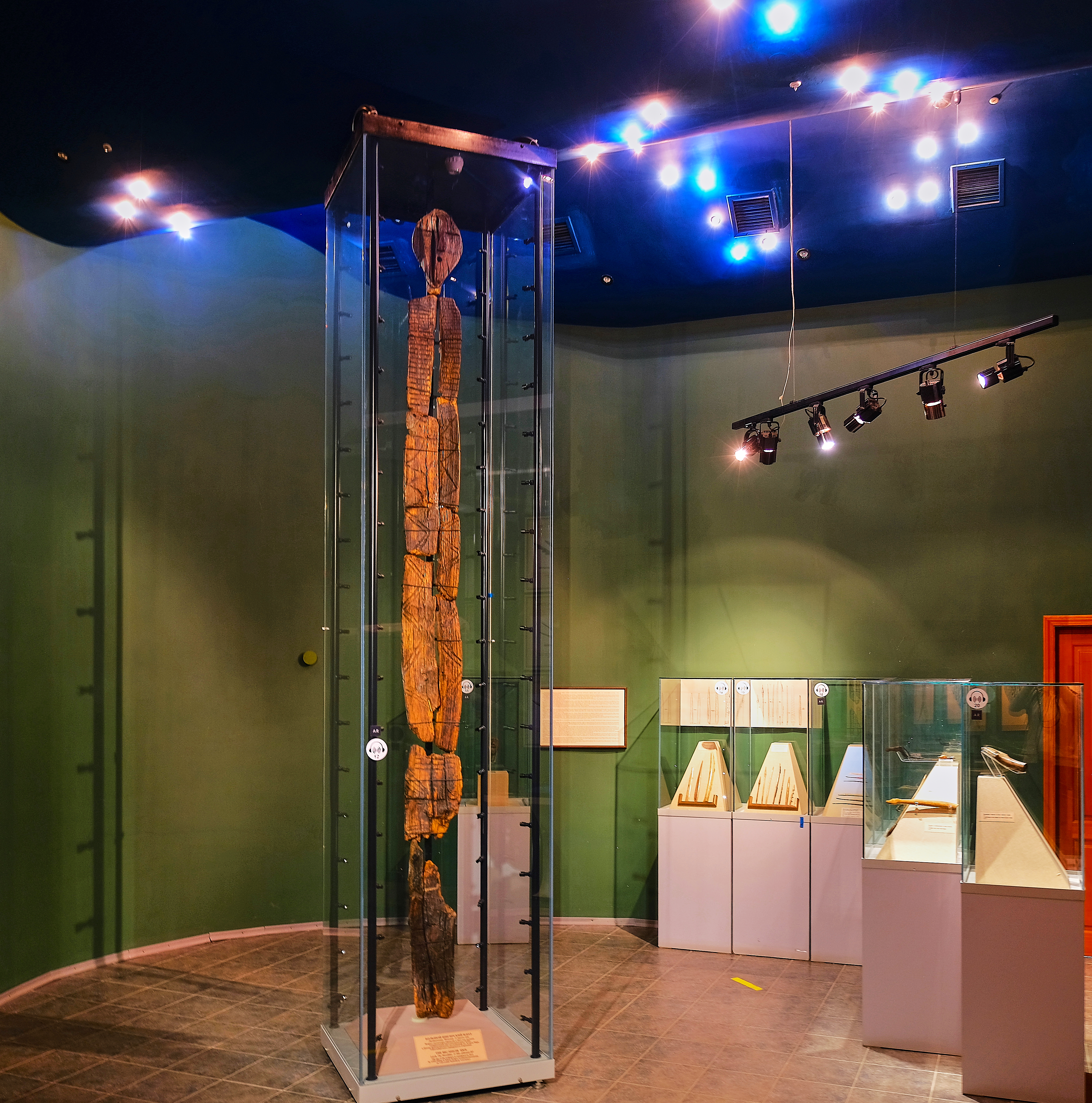
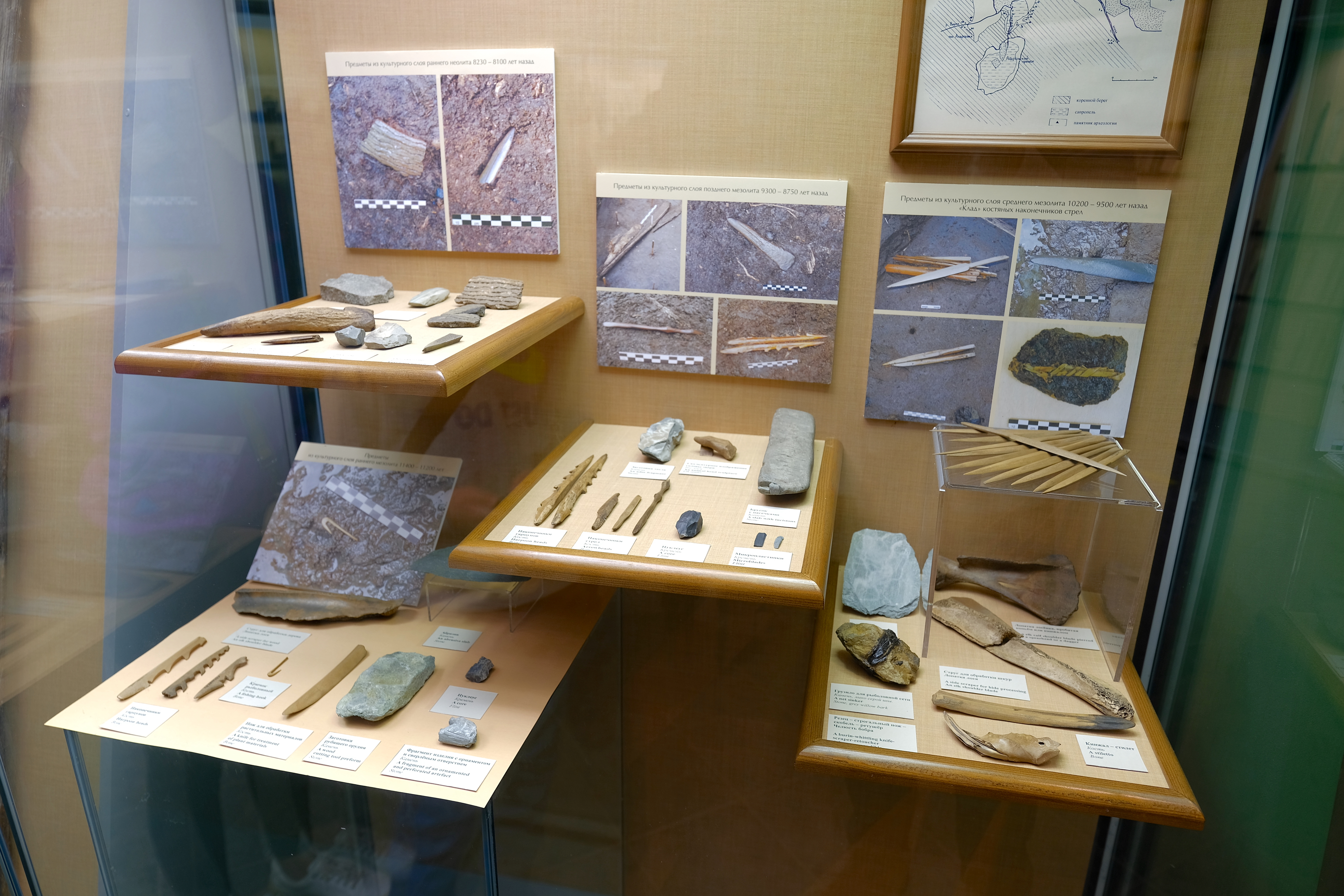
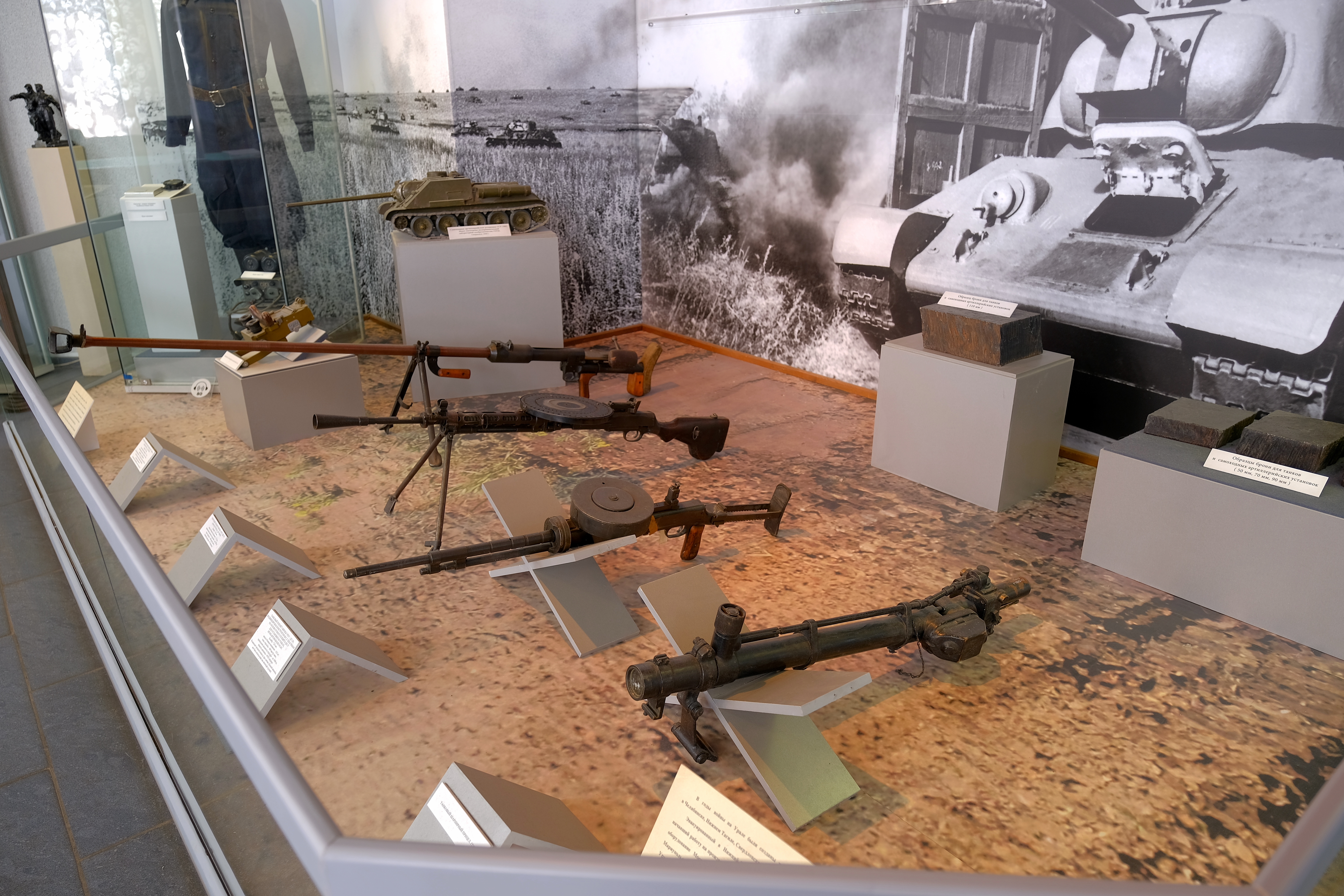
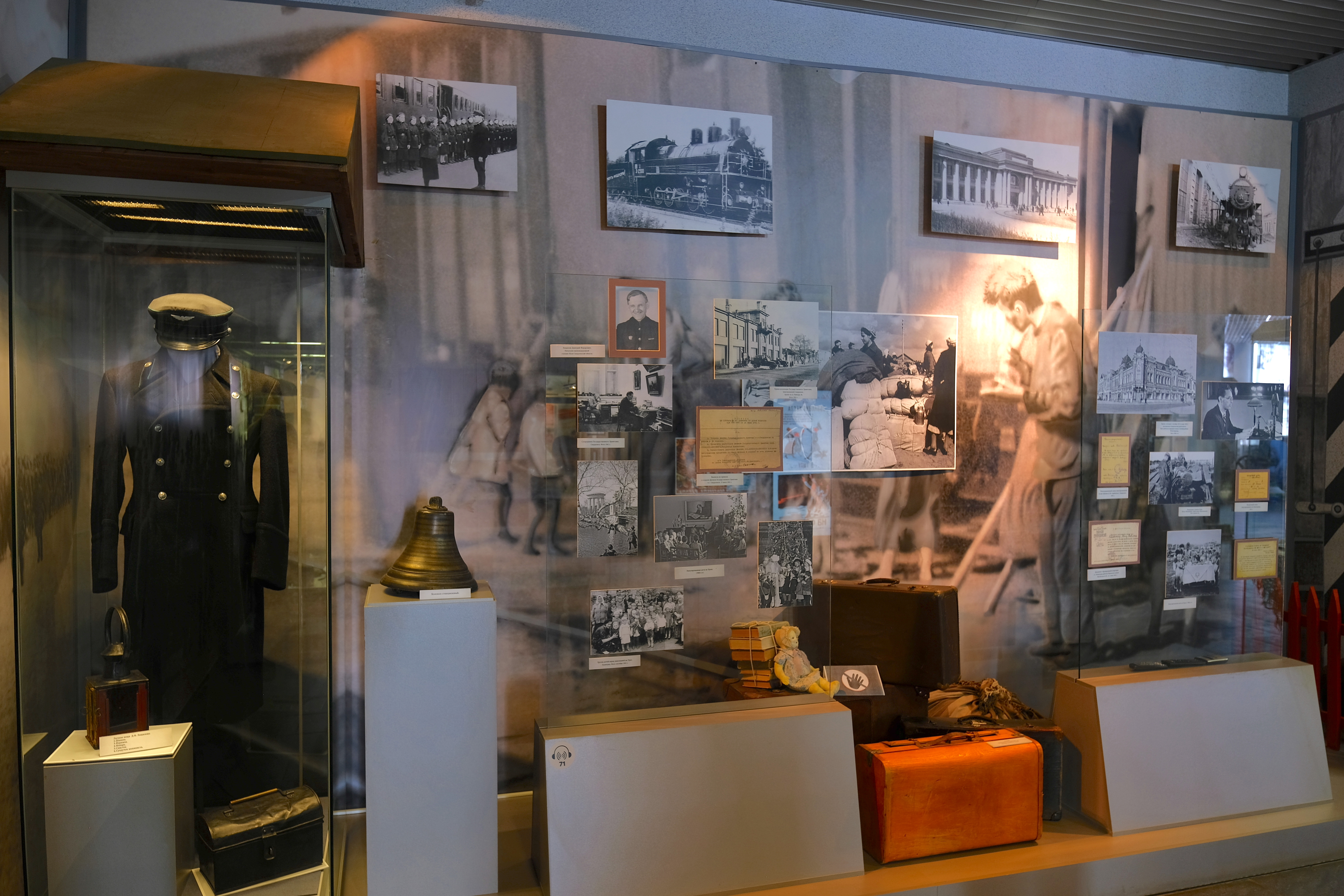
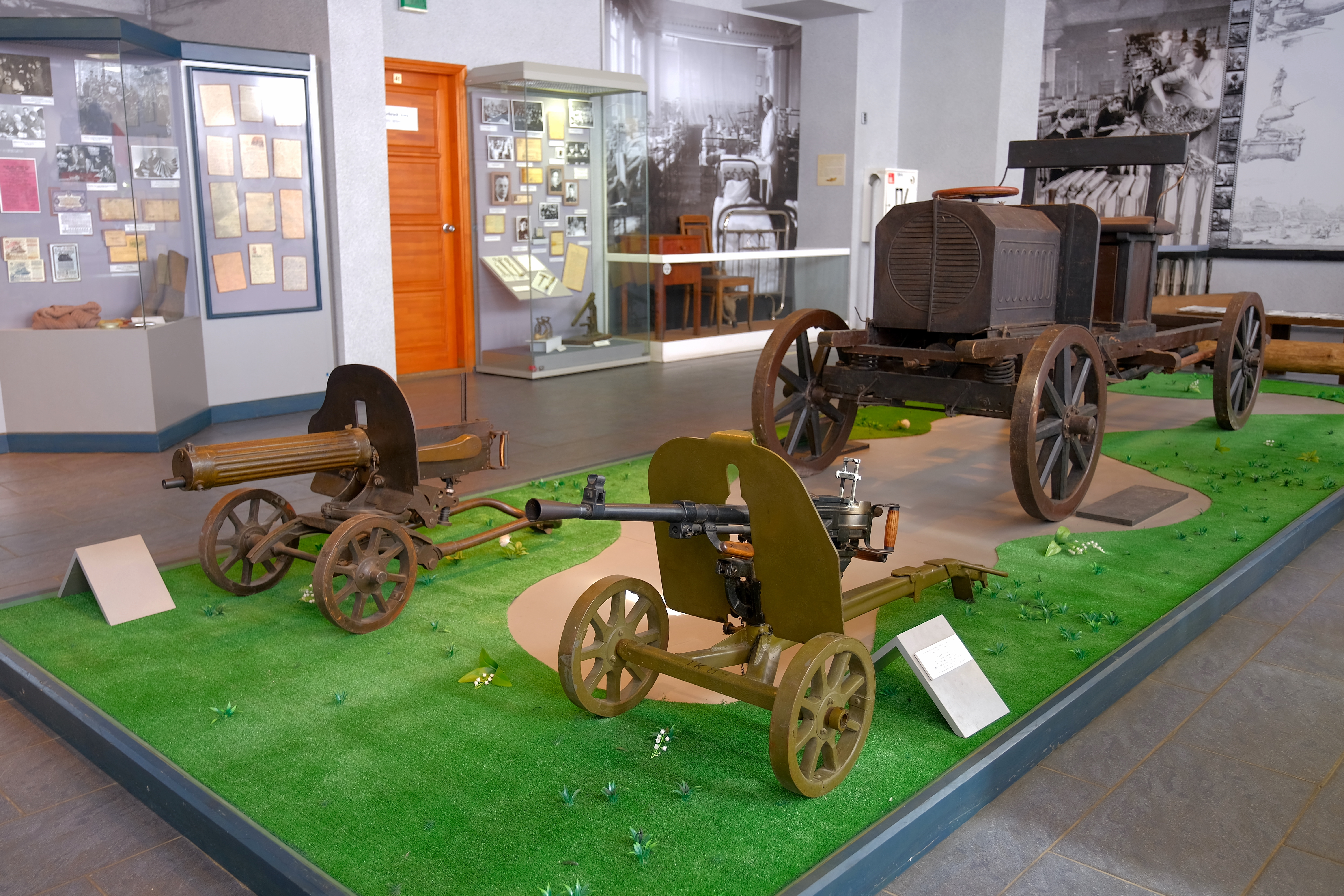